# Тенхаген, Германн-Йозеф
Герман-Йозеф Тенхаген (нем. Hermann-Josef Tenhagen, род. 22 января 1963, Везель) — немецкий экономический журналист, главный редактор ежемесячного потребительского журнала Finanztest, издаваемого Германским институтом информации для потребителей Штифтунг Варентест.

## Биография
В 1982 году Германн-Йозеф Тенхаген сдал экзамены на аттестат зрелости. Первый опыт журналистской работы Герман-Йозеф Тенхаген получил в качестве внештатного сотрудника региональной ежедневной газеты «Райнише Пост» (нем. Rheinische Post).
С 1984 по 1990 гг. Тенхаген изучал политологию, экономику народного хозяйства, литературоведение и педагогику в Боннском университете; 1987—1988 гг. провёл в частном университете Бейлора в Уэйко, штат Техас (США). Диплом по специальности политология он получил в Свободном университете Берлина.
С 1988 по 1990 гг. работал стажером и внештатным журналистом в информационно-новостном агентстве «Ассошиэйтед Пресс» (АП), затем недолгое время — для местных радиостанций в федеральной земле Северный Рейн-Вестфалия. С 1991 по 1994 гг. Тенхаген был редактором в общегерманской ежедневной газете «Die Tageszeitung», издаваемой в Берлине, где вместе с коллегами основал тематический отдел «Экономика и окружающая среда».
В 1995 году стал спикером Объединённого центра информации и координирования деятельности немецкого экологического движения и в этой функции участвовал в организации действий неправительственных организаций во время 1-го саммита по изменению климата, состоявшегося в Берлине.
В том же году Тенхаген вернулся в «Тагесцайтунг», где до 1998 года работал заведующим отдела «Экономика и окружающая среда», последние два года — также заместителем главного редактора. До сегодняшнего времени Тенхаген остаётся членом наблюдательного совета газеты.
В 1998 году переходит в региональную ежедневную газету «Бадише Цайтунг» (нем. Badische Zeitung) в г. Фрайбург в качестве выпускающего редактора новостей.
С 1999 года Тенхаген работает в «Штифтунг Варентест» в должности главного редактора журнала Finanztest. Это крупнейший в Германии независимый финансовый журнал, предназначенный для потребителей.

## Награды
- 2008 г.: Второе место в номинации «Журналист года» по категории «Экономика».

Из комментария жюри: «… поскольку ему как практически никому другому удалось разъяснить биржевой крах в остроумной и общедоступной форме. Его трезвый и убедительный анализ, благодаря которому осенью 2008 года он стал одним из наиболее востребованных экспертов по финансам, внесли весомый вклад в избежание банковской паники».

## Публикации (на немецком языке)
- Agrarbündnis (Herausgeber): Landwirtschaft 98 — Der kritische Agrarbericht, 1998, ISBN 3-930413-15-9
- Blum, Mechthild / Nesseler, Thomas (Herausgeber): Epochenende — Zeitenwende, 1999, ISBN 3-7930-9217-8
- Stiftung Warentest (Herausgeber): Sicher anlegen in der Krise, Dezember 2008, ISBN 978-3-86851-307-3[3]
- Wer schlunzt, macht PR in: netzwerk recherche Werkstatt, Band 5 Kritischer Wirtschaftsjournalismus, Wiesbaden, Mai 2007